# Silnik krótkoskokowy
Silnik krótkoskokowy – silnik spalinowy, w którym skok tłoka jest mniejszy niż 0,9 średnicy cylindra (S/D < 0,9). Silniki krótkoskokowe są najczęściej silnikami o zapłonie iskrowym, najczęściej mają wysokie obroty pracy.
Mają następujące zalety:
- większa średnica cylindra daje możliwość zastosowania większej średnicy zaworów, przez co zwiększa się dostarczany do silnika ładunek, dzięki któremu rośnie moc silnika.
- krótki skok daje możliwość uzyskania większej prędkości obrotowej silnika, przy akceptowalnej średniej prędkości tłoka w cylindrze.
- zmniejsza się wysokość silnika.

Są jednakże obarczone też wadami:
- większe siły gazowe wymagają sztywniejszego korbowodu i wału korbowego.
- uzyskanie odpowiednio dużego stopnia sprężania jest trudniejsze, (szczególnie w silniku o zapłonie samoczynnym) - w nich często wiąże się to z niekorzystnym kształtem komory spalania w głowicy.
- nieco mniejsza jest sprawność termodynamiczna silnika.

Silniki z krańcowo krótkim skokiem (S/D <0,7) są najczęściej bardzo wysilonymi, szybkoobrotowymi silnikami motocyklowymi lub wyścigowymi.